# Il vecchio chitarrista cieco
Il vecchio chitarrista cieco è un dipinto a olio su tela realizzato nel 1903 dal pittore spagnolo  appartenente alle opere del periodo blu. È conservato nel The Art Institute di Chicago.

## Descrizione
Picasso raffigura in questo quadro un vecchio mendicante cieco, su un marciapiede, intento a suonare una grossa chitarra, che nel dipinto occupa molto più spazio di lui e si contrappone nella sua rotondità alla magrezza del vecchio.
La figura dell'anziano musicista ha una forma allungata ed è descritta mediante una linea di contorno. Il colore è innaturale e annulla quasi i piani spaziali, rendendo l'immagine come isolata nello spazio.
L'artista, tramite il blu nelle sue diverse gradazioni, vuole rappresentare la condizione di tristezza in cui vivono i personaggi emarginati dalla società. La chitarra e gli altri strumenti affini, come il mandolino, diventeranno uno dei soggetti più ricorrenti di Picasso.
Si noti alla destra del chitarrista un volto che richiama quello di una donna: probabilmente Picasso non poteva permettersi di acquistare nuove tavole, motivo per cui riutilizzava quelle vecchie.